# Francesco Fiorentino (Philosoph)

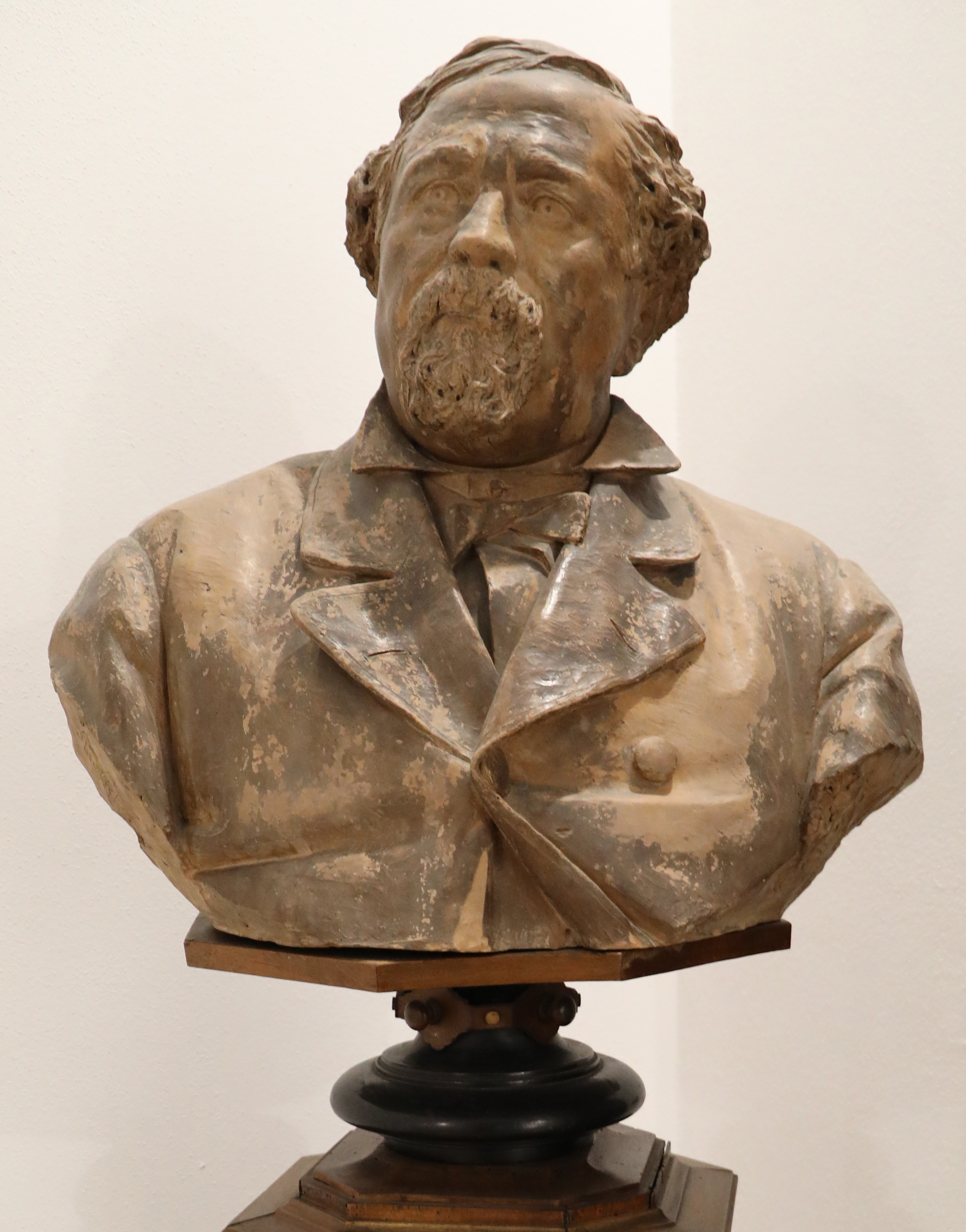
Francesco Fiorentino

Francesco Fiorentino (* 10. Mai 1834 in Sambiase; † 22. Dezember 1884 in Neapel) war ein italienischer Philosoph.

## Leben
Fiorentino lehrte Philosophie an den Universitäten von Bologna (1862–70), Neapel (1871–76) und Pisa (1877–84). Gemeinsam mit Bertrando Spaventa wird er zu den neapolitaner Hegelianern gezählt. Fiorentino verfasste mehrere Werke zur Geschichte der italienischen Philosophie, unter anderem zu Giordano Bruno (1861), Pietro Pomponazzi (1868) und Bernardo Telesio (1872–74). Sein bekanntestes Werk mit dem Titel Risorgimento filosofico nel Quattrocento erschien posthum 1885 in Neapel und wurde mehrfach neu aufgelegt.
Seit 1874 war er korrespondierendes Mitglied der Bayerischen Akademie der Wissenschaften.